# Canton des Hautes Terres d'Oc
Le canton des Hautes Terres d'Oc est une circonscription électorale française du département du Tarn.

## Histoire
Un nouveau découpage territorial du Tarn entre en vigueur à l'occasion des premières élections départementales suivant le décret du 17 février 2014. Les conseillers départementaux sont, à compter de ces élections, élus au scrutin majoritaire binominal mixte. Les électeurs de chaque canton élisent au Conseil départemental, nouvelle appellation du Conseil général, deux membres de sexe différent, qui se présentent en binôme de candidats. Les conseillers départementaux sont élus pour 6 ans au scrutin binominal majoritaire à deux tours, l'accès au second tour nécessitant 12,5 % des inscrits au 1er tour. En outre la totalité des conseillers départementaux est renouvelée. Ce nouveau mode de scrutin nécessite un redécoupage des cantons dont le nombre est divisé par deux avec arrondi à l'unité impaire supérieure si ce nombre n'est pas entier impair, assorti de conditions de seuils minimaux. Dans le Tarn, le nombre de cantons passe ainsi de 46 à 23.
Le canton des Hautes Terres d'Oc est formé de communes des anciens cantons de Anglès (3 communes), de Murat-sur-Vèbre (4 communes), de Lacaune (7 communes), de Brassac (5 communes), de Vabre (6 communes) et de Roquecourbe (1 commune). Il est entièrement inclus dans l'arrondissement de Castres. Le bureau centralisateur est situé à Lacaune.

## Représentation
| Période élective | Période élective | Mandat | Mandat   | Identité                  | Nuance | Nuance | Qualité |
| ---------------- | ---------------- | ------ | -------- | ------------------------- | ------ | ------ | --- |
| 2015             | 2021             | 2015   | 2021     | Philippe Folliot          |        | UDI    | Sénateur du Tarn (depuis 2020) Député du Tarn (2002-2020) Maire de Saint-Pierre-de-Trivisy (1989-2000 et 2014-2015) Ancien conseiller général du canton de Vabre (1994-2008) |
| 2015             | 2021             | 2015   | 2021     | Brigitte Pailhé-Fernandez |        | UDI    | Retraitée de la fonction publique Maire de Lasfaillades |
| 2021             | 2028             | 2021   | en cours | Brigitte Pailhé-Fernandez |        | DVC    | Conseillère sortante |
| 2021             | 2028             | 2021   | en cours | Daniel Vidal              |        | DVC    | Maire de Murat-sur-Vèbre, Président de la Communauté de communes des Monts de Lacaune et Montagnes du Haut-Languedoc                                                         |

### Résultats détaillés

#### Élections de mars 2015
Lors des élections départementales de 2015, le binôme composé de Philippe Folliot et Brigitte Pailhe Fernandez (UDI) est élu au premier tour avec 53,14 % des suffrages exprimés, devant le binôme composé de Corinne Mazenc et Guillaume Thevenin (FN) (23,69 %). Le taux de participation est de 61,42 % (7 065 votants sur 11 502 inscrits) contre 58,71 % au niveau départemental et 50,17 % au niveau national.
Philippe Folliot, ancien UDI,  a été député LREM de juin 2017 à 2020, puis sénateur UC depuis 2020.

#### Élections de juin 2021
Le premier tour des élections départementales de 2021 est marqué par un très faible taux de participation (33,26 % au niveau national). Dans le canton des Hautes Terres d'Oc, ce taux de participation est de 47,08 % (5 176 votants sur 10 995 inscrits) contre 39,08 % au niveau départemental. À l'issue de ce premier tour, deux binômes sont en ballottage : Brigitte Pailhé-Fernandez et Daniel Vidal (DVC, 47,24 %) et Robert Bousquet et Valérie Seguier (Union au centre et à gauche, 37,5 %).
Le second tour des élections est marqué une nouvelle fois par une abstention massive équivalente au premier tour. Les taux de participation sont de 34,36 % au niveau national, 39,14 % dans le département et 50,86 % dans le canton des Hautes Terres d'Oc. Brigitte Pailhé-Fernandez et Daniel Vidal (DVC) sont élus avec 59,93 % des suffrages exprimés (3 135 voix pour 5 592 votants et 10 994 inscrits),,.

## Composition
Lors du redécoupage de 2014, le canton des Hautes Terres d'Oc comprenait vingt-six communes entières.
À la suite de la création de la commune nouvelle de Fontrieu au 1er janvier 2016, le canton comprend désormais vingt-quatre communes entières.
| Nom                             | Code Insee | Intercommunalité                                            | Superficie (km2) | Population (dernière pop. légale) | Densité (hab./km2) | Modifier                                    |
| ------------------------------- | ---------- | ----------------------------------------------------------- | ---------------- | --------------------------------- | ------------------ | ------------------------------------------- |
| Lacaune (bureau centralisateur) | 81124      | CC des Monts de Lacaune et de la Montagne du Haut Languedoc | 91,36            | 2 469 (2022)                      | 27                 | modifier les données · modifier les données |
| Anglès                          | 81014      | CC des Monts de Lacaune et de la Montagne du Haut Languedoc | 85,62            | 517 (2022)                        | 6,0                | modifier les données · modifier les données |
| Barre                           | 81023      | CC des Monts de Lacaune et de la Montagne du Haut Languedoc | 15,07            | 206 (2022)                        | 14                 | modifier les données · modifier les données |
| Berlats                         | 81028      | CC des Monts de Lacaune et de la Montagne du Haut Languedoc | 10,45            | 113 (2022)                        | 11                 | modifier les données · modifier les données |
| Le Bez                          | 81031      | CC Sidobre Vals et Plateaux                                 | 32,13            | 901 (2022)                        | 28                 | modifier les données · modifier les données |
| Brassac                         | 81037      | CC Sidobre Vals et Plateaux                                 | 23,87            | 1 293 (2022)                      | 54                 | modifier les données · modifier les données |
| Cambounès                       | 81053      | CC Sidobre Vals et Plateaux                                 | 22,58            | 338 (2022)                        | 15                 | modifier les données · modifier les données |
| Espérausses                     | 81086      | CC des Monts de Lacaune et de la Montagne du Haut Languedoc | 12,20            | 155 (2022)                        | 13                 | modifier les données · modifier les données |
| Fontrieu                        | 81062      | CC Sidobre Vals et Plateaux                                 | 102,62           | 954 (2022)                        | 9,3                | modifier les données · modifier les données |
| Gijounet                        | 81103      | CC des Monts de Lacaune et de la Montagne du Haut Languedoc | 15,13            | 122 (2022)                        | 8,1                | modifier les données · modifier les données |
| Lacapelle-Escroux               | 81085      | CC des Monts de Lacaune et de la Montagne du Haut Languedoc | 10,24            | 40 (2022)                         | 3,9                | modifier les données · modifier les données |
| Lacaze                          | 81125      | CC Sidobre Vals et Plateaux                                 | 46,16            | 317 (2022)                        | 6,9                | modifier les données · modifier les données |
| Lacrouzette                     | 81128      | CC Sidobre Vals et Plateaux                                 | 28,77            | 1 533 (2022)                      | 53                 | modifier les données · modifier les données |
| Lamontélarié                    | 81134      | CC des Monts de Lacaune et de la Montagne du Haut Languedoc | 21,58            | 55 (2022)                         | 2,5                | modifier les données · modifier les données |
| Lasfaillades                    | 81137      | CC Sidobre Vals et Plateaux                                 | 8,32             | 88 (2022)                         | 11                 | modifier les données · modifier les données |
| Le Masnau-Massuguiès            | 81158      | CC Sidobre Vals et Plateaux                                 | 47,63            | 253 (2022)                        | 5,3                | modifier les données · modifier les données |
| Moulin-Mage                     | 81188      | CC des Monts de Lacaune et de la Montagne du Haut Languedoc | 15,06            | 304 (2022)                        | 20                 | modifier les données · modifier les données |
| Murat-sur-Vèbre                 | 81192      | CC des Monts de Lacaune et de la Montagne du Haut Languedoc | 93,87            | 851 (2022)                        | 9,1                | modifier les données · modifier les données |
| Nages                           | 81193      | CC des Monts de Lacaune et de la Montagne du Haut Languedoc | 47,11            | 345 (2022)                        | 7,3                | modifier les données · modifier les données |
| Saint-Pierre-de-Trivisy         | 81267      | CC Sidobre Vals et Plateaux                                 | 36,09            | 617 (2022)                        | 17                 | modifier les données · modifier les données |
| Saint-Salvi-de-Carcavès         | 81268      | CC des Monts de Lacaune et de la Montagne du Haut Languedoc | 10,96            | 78 (2022)                         | 7,1                | modifier les données · modifier les données |
| Senaux                          | 81282      | CC des Monts de Lacaune et de la Montagne du Haut Languedoc | 4,73             | 37 (2022)                         | 7,8                | modifier les données · modifier les données |
| Vabre                           | 81305      | CC Sidobre Vals et Plateaux                                 | 28,43            | 716 (2022)                        | 25                 | modifier les données · modifier les données |
| Viane                           | 81314      | CC des Monts de Lacaune et de la Montagne du Haut Languedoc | 38,37            | 531 (2022)                        | 14                 | modifier les données · modifier les données |
| Canton des Hautes Terres d'Oc   | 8114       |                                                             | 848,35           | 12 833 (2022)                     | 15                 | modifier les données                        |

## Démographie
En 2022, le canton comptait 12 833 habitants, en évolution de −1,67 % par rapport à 2016 (Tarn : +2,52 %, France hors Mayotte : +2,11 %).
| 2013   | 2018   | 2022   |
| ------ | ------ | ------ |
| 13 177 | 12 924 | 12 833 |